# Крестный путь Иисуса Христа

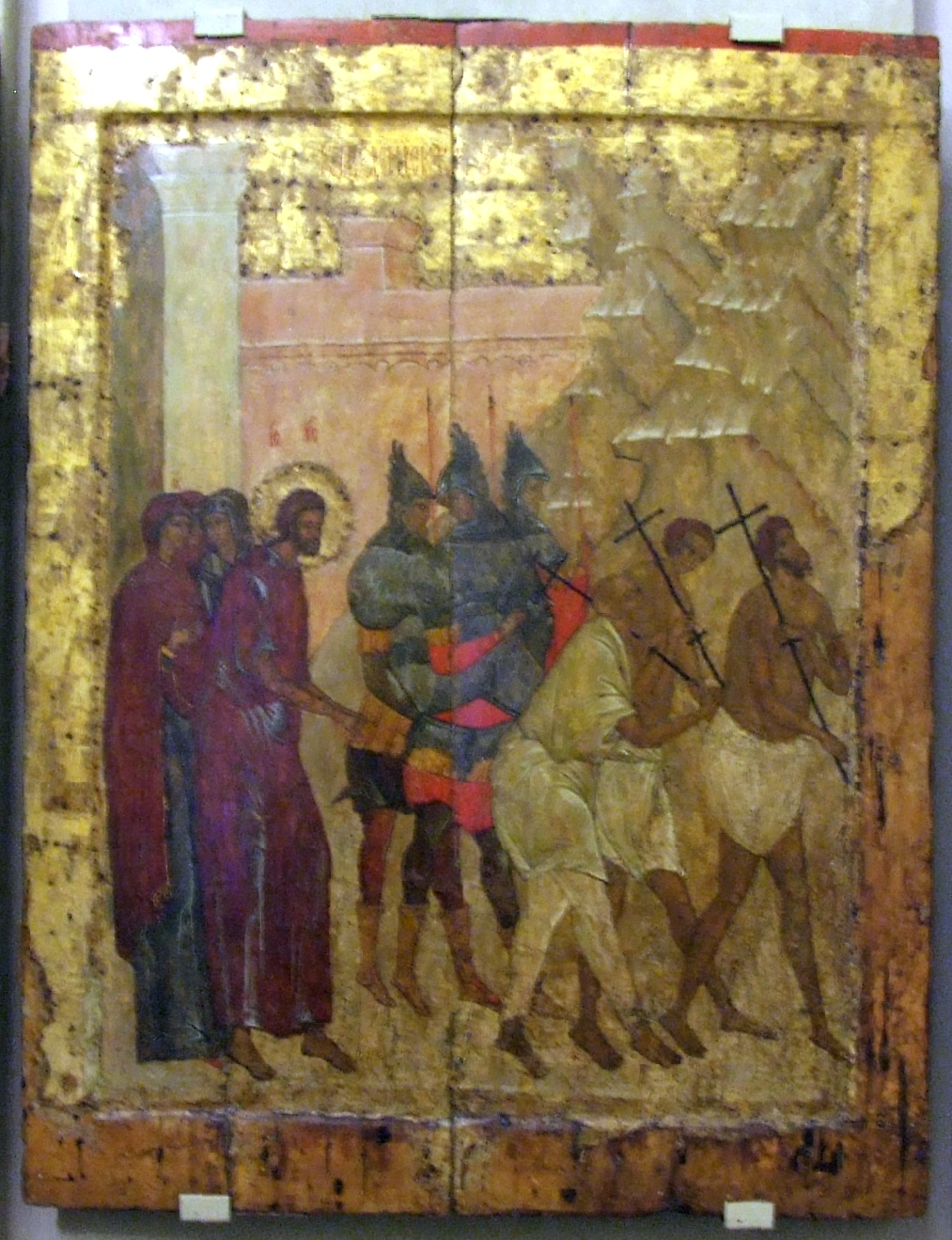
Ведение на Голгофу. Икона. Ок. 1497

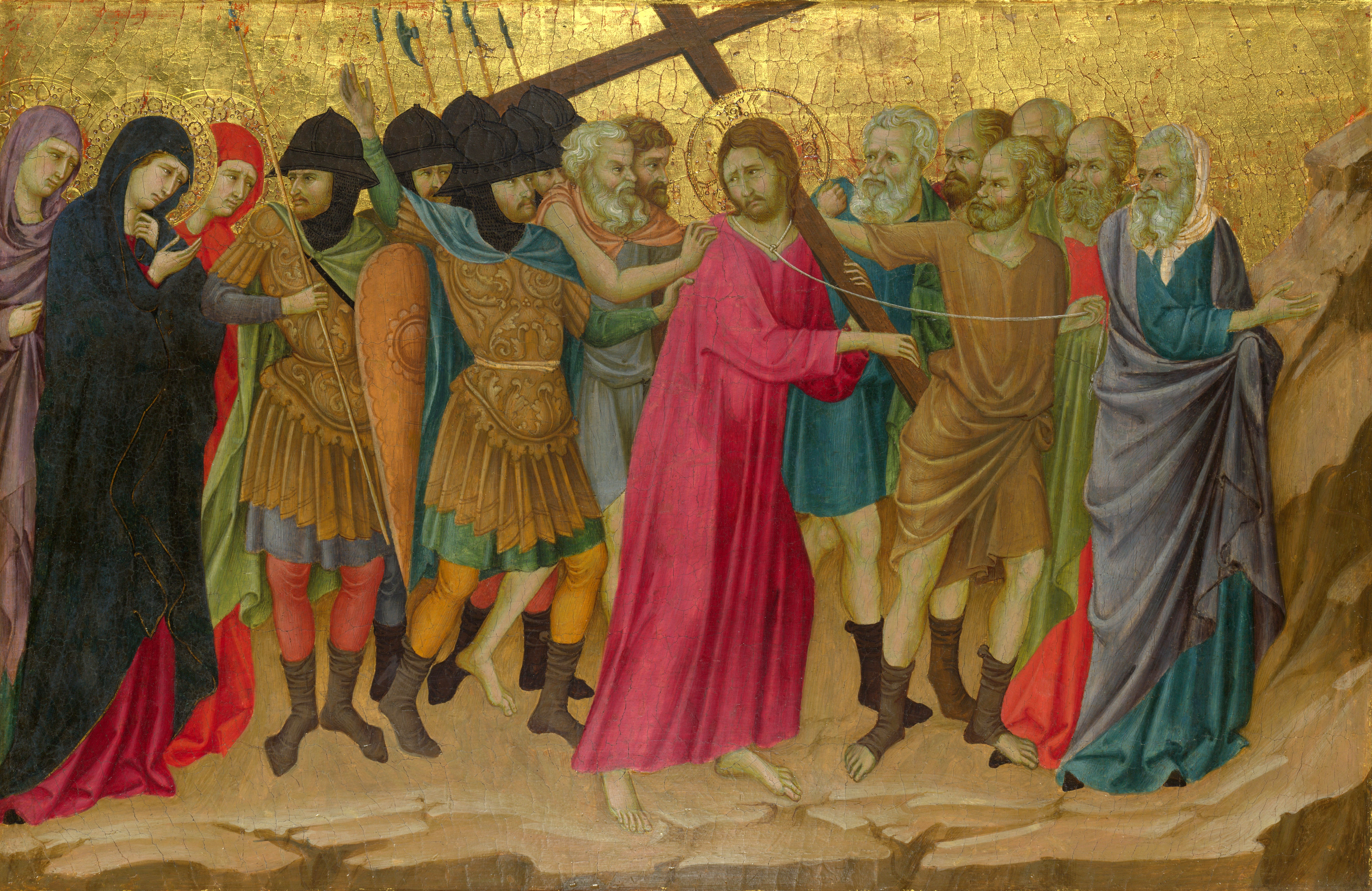
Уголино ди Нерио. Несение креста. 1324—1325

Крестный путь Иису́са Христа́ или Несение креста (лат. Via Crucis) — новозаветный эпизод, составная часть Страданий Иисуса Христа, представляющий собой путь, проделанный Иисусом Христом под тяжестью креста. Хотя крестный путь заканчивается снятием Иисуса Христа с креста, католическая традиция включает в него места следующих событий: снятие одежд с Иисуса Христа, Распятие, помазание тела Иисуса и Положение во гроб.
В переносном смысле «крестный путь» — дорога страданий, жизнь, полная стойко переносимых бедствий.

## Евангельское повествование
О несении креста повествуют все четыре евангелиста, причём Матфей и Марк совершенно одинаково:

И когда насмеялись над Ним, сняли с Него багряницу и одели Его в одежды Его и повели Его на распятие. Выходя, они встретили одного Киринеянина, по имени Симона; сего заставили нести крест Его.
— Мф. 27:31-32

Когда же насмеялись над Ним, сняли с Него багряницу, одели Его в собственные одежды Его и повели Его, чтобы распять Его. И заставили проходящего некоего Киринеянина Симона, отца Александрова и Руфова, идущего с поля, нести крест Его.
— Мк. 15:16-21
Наиболее подробно о крестном пути рассказывает Лука:

И когда повели Его, то, захватив некоего Симона Киринеянина, шедшего с поля, возложили на него крест, чтобы нес за Иисусом. И шло за Ним великое множество народа и женщин, которые плакали и рыдали о Нем.  Иисус же, обратившись к ним, сказал: дщери Иерусалимские! не плачьте обо Мне, но плачьте о себе и о детях ваших, ибо приходят дни, в которые скажут: блаженны неплодные, и утробы неродившие, и сосцы непитавшие! тогда начнут говорить горам: падите на нас! и холмам: покройте нас! Ибо если с зеленеющим деревом это делают, то с сухим что будет?
— Лк. 23:26-31
Иоанн описывает этот эпизод очень кратко, ничего не сообщая о Симоне Киринейском: 

 И взяли Иисуса и повели. И, неся крест Свой, Он вышел на место, называемое Лобное, по-еврейски Голгофа
— Ин. 19:16-17
В своем толковании Феофилакт Болгарский говорит: «Первые три говорят, что Симон нес крест Иисусов, а Иоанн - что его нес Сам Господь. Поэтому, вероятно, было то и другое: сначала Сам Иисус нес крест, а потом, нашедши на пути Симона, возложили на него крест».

## История и стояния
В течение веков маршрут, отождествляемый с Крестным путём Иисуса Христа, менялся несколько раз. В византийские времена христиане ходили по похожему на настоящий маршрут, однако не делали на нём остановок. В VIII веке маршрут был изменён. Он начинался у Гефсиманского сада и пролегал к горе Сион, затем через Храмовую гору к храму Гроба Господня. После разделения Церквей маршрут определялся наличием церквей данной конфессии на маршруте. C XIV по XVII век францисканцами был утверждён нынешний маршрут от крепости Антония до храма Гроба Господня сначала с восемью, а затем с четырнадцатью остановками. Стояния предназначались для молитв. Каждое стояние давало право на получение индульгенции. Принятые ныне в католицизме 14 стояний, последовательность и содержание стояний сложились во второй половине XVII века и официально закреплены в 1731 римским папой Климентом XII.   
Современные учёные считают, что суд над Иисусом происходил во дворце Ирода (башня Давида) у Яффских ворот, в этом случае маршрут Крестного пути не совпадает с традиционным до храма Гроба Господня. По этому маршруту следуют доминиканцы.
Длина Крестного пути по улице Виа Долороза от крепости Антония до храма Гроба Господня с четырнадцатью стояниями (остановками), составляет около 650 метров. Места стояний признаются также Православной церковью, за исключением первого, второго, десятого и тринадцатого стояний, которые несколько отличаются от местоположений в католицизме. На местах стояний в католицизме проводятся богослужения Крестного пути. Первые девять отмечены цифрами на улице Виа Долороза, пять последних происходят внутри храма Гроба Господня (не отмечены цифрами).
| Стояние | Название                                      | Место | Изображение | Отрывок из Библии, в котором описывается стояние | Дополнительные отрывки из Библии, используемые в Предании |
| ------- | --------------------------------------------- | --- | ----------- | --- | --------------------------------------------------------- |
| 1       | Иисуса приговаривают к смерти.                | Православный монастырь Претория (в православии) 31°46′49″ с. ш. 35°13′58″ в. д., Медресе Эль-Омария — предполагаемое место крепости Антония (в католицизме) 31°46′48″ с. ш. 35°14′02″ в. д. |             | Мф. 27:22, 23, 26: Пилат говорит им: что же я сделаю Иисусу, называемому Христом? Говорят ему все: да будет распят. Правитель сказал: какое же зло сделал Он? Но они ещё сильнее кричали: да будет распят. Тогда отпустил им Варавву, а Иисуса, бив, предал на распятие. См. также Мк. 15:1—15; Лк. 23:13—25; Ин. 18:28 — 19:16. |                                                           |
| 2       | Иисус берёт крест свой.                       | Православный монастырь Претория (в православии) 31°46′49″ с. ш. 35°13′58″ в. д., Церковь Бичевания и церковь Осуждения (в католицизме) 31°46′49″ с. ш. 35°14′02″ в. д.                      |             | Мф. 27:27—31: Тогда воины правителя, взяв Иисуса в преторию, собрали на Него весь полк и, раздев Его, надели на Него багряницу; и, сплетши венец из терна, возложили Ему на голову и дали Ему в правую руку трость; и, становясь пред Ним на колени, насмехались над Ним, говоря: радуйся, Царь Иудейский! и плевали на Него и, взяв трость, били Его по голове. И когда насмеялись над Ним, сняли с Него багряницу, и одели Его в одежды Его, и повели Его на распятие. См. также Мк. 15:16—20, Ин. 19:16, 17. | Ин. 19:5                                                  |
| 3       | Иисус падает в первый раз под крестом.        | Армянская католическая часовня 31°46′47″ с. ш. 35°13′55″ в. д. |             | Стояние не упоминается в Библии. | Ис. 53:7                                                  |
| 4       | Иисус встречает свою Мать.                    | Армянская католическая часовня (Церковь Богоматери Страдания) 31°46′47″ с. ш. 35°13′55″ в. д.                                                                                               |             | Стояние не упоминается в Библии. | Лк. 2:34-35,51                                            |
| 5       | Симон Киринеянин помогает Иисусу нести крест. | Латинская часовня Симона Киринеянина 31°46′46″ с. ш. 35°13′56″ в. д. |             | Мф. 27:32: Выходя, они встретили одного Киринеянина, по имени Симона; сего заставили нести крест Его. См. также Мк. 15:21; Лк. 23:26. | Мф. 16:24; Мф. 5:41                                       |
| 6       | Святая Вероника вытирает лицо Иисуса.         | Греко-католическая (мелькитская) часовня Святого Лица (церковь Святой Вероники) 31°46′45″ с. ш. 35°13′53″ в. д.                                                                             |             | Стояние не упоминается в Библии. | Ис. 53:2-3; Пс. 26:8-9                                    |
| 7       | Иисус падает во второй раз под крестом.       | Латинская часовня «Ворота осуждения» 31°46′45″ с. ш. 35°13′51″ в. д. |             | Стояние не упоминается в Библии. | Плач. 3:9                                                 |
| 8       | Иисус встречает плачущих женщин.              | Православный монастырь Святого Харалампия 31°46′45″ с. ш. 35°13′50″ в. д. |             | Лк. 23:28—31: Иисус же, обратившись к ним, сказал: дщери Иерусалимские! не плачьте обо Мне, но плачьте о себе и о детях ваших, ибо приходят дни, в которые скажут: блаженны неплодные, и утробы неродившие, и сосцы непитавшие! тогда начнут говорить горам: падите на нас! и холмам: покройте нас! Ибо если с зеленеющим деревом это делают, то с сухим что будет? |                                                           |
| 9       | Иисус падает в третий раз под крестом.        | Коптская часовня Святой Елены 31°46′42″ с. ш. 35°13′50″ в. д. |             | Стояние не упоминается в Библии. |                                                           |
| 10      | Иисуса лишают одежды.                         | Часовня Армян и Сирийцев во Святом дворе перед храмом Гроба Господня (в православии) 31°46′41″ с. ш. 35°13′48″ в. д., Капелла франков (в католицизме) 31°46′41″ с. ш. 35°13′47″ в. д.       |             | Мф. 27:33—36: И, придя на место, называемое Голгофа, что значит: Лобное место, дали Ему пить уксуса, смешанного с желчью; и, отведав, не хотел пить. Распявшие же Его делили одежды его, бросая жребий; и, сидя, стерегли Его там. См. также Мк. 15:24; Лк. 23:34; Ин. 19:23, 24. |                                                           |
| 11      | Иисуса пригвождают к кресту.                  | Латинская часовня «Пригвождения ко Кресту» на Голгофе в храме Гроба Господня 31°46′42″ с. ш. 35°13′47″ в. д.                                                                                |             | Мф. 27:37—42: и поставили над головою Его надпись, означающую вину Его: Сей есть Иисус, Царь Иудейский. Тогда распяты с Ним два разбойника: один по правую сторону, а другой по левую. Проходящие же злословили Его, кивая головами своими и говоря: Разрушающий храм и в три дня Созидающий! спаси Себя Самого; если Ты Сын Божий, сойди с креста. Подобно и первосвященники с книжниками и старейшинами и фарисеями, насмехаясь, говорили: других спасал, а Себя Самого не может спасти; если Он Царь Израилев, пусть теперь сойдёт с креста, и уверуем в Него См. также Мк. 15:22—27; Лк. 23:33; Ин. 19:18, 19                                                                                          |                                                           |
| 12      | Иисус умирает на кресте.                      | Православная часовня «Распятия» на Голгофе 31°46′42″ с. ш. 35°13′47″ в. д. |             | Мф. 27:45—50, 54: От шестого же часа тьма была по всей земле до часа девятого; а около девятого часа возопил Иисус громким голосом: Или, Или! лама савахфани? то есть: Боже Мой, Боже Мой! для чего Ты Меня оставил? Некоторые из стоявших там, слыша это, говорили: Илию зовёт Он. И тотчас побежал один из них, взял губку, наполнил уксусом и, наложив на трость, давал Ему пить; а другие говорили: постой, посмотрим, придёт ли Илия спасти Его. Иисус же, опять возопив громким голосом, испустил дух. Сотник же и те, которые с ним стерегли Иисуса, видя землетрясение и все бывшее, устрашились весьма и говорили: воистину Он был Сын Божий. См. также Мк. 15:33—41; Лк. 23:44—49; Ин. 19:25—30. |                                                           |

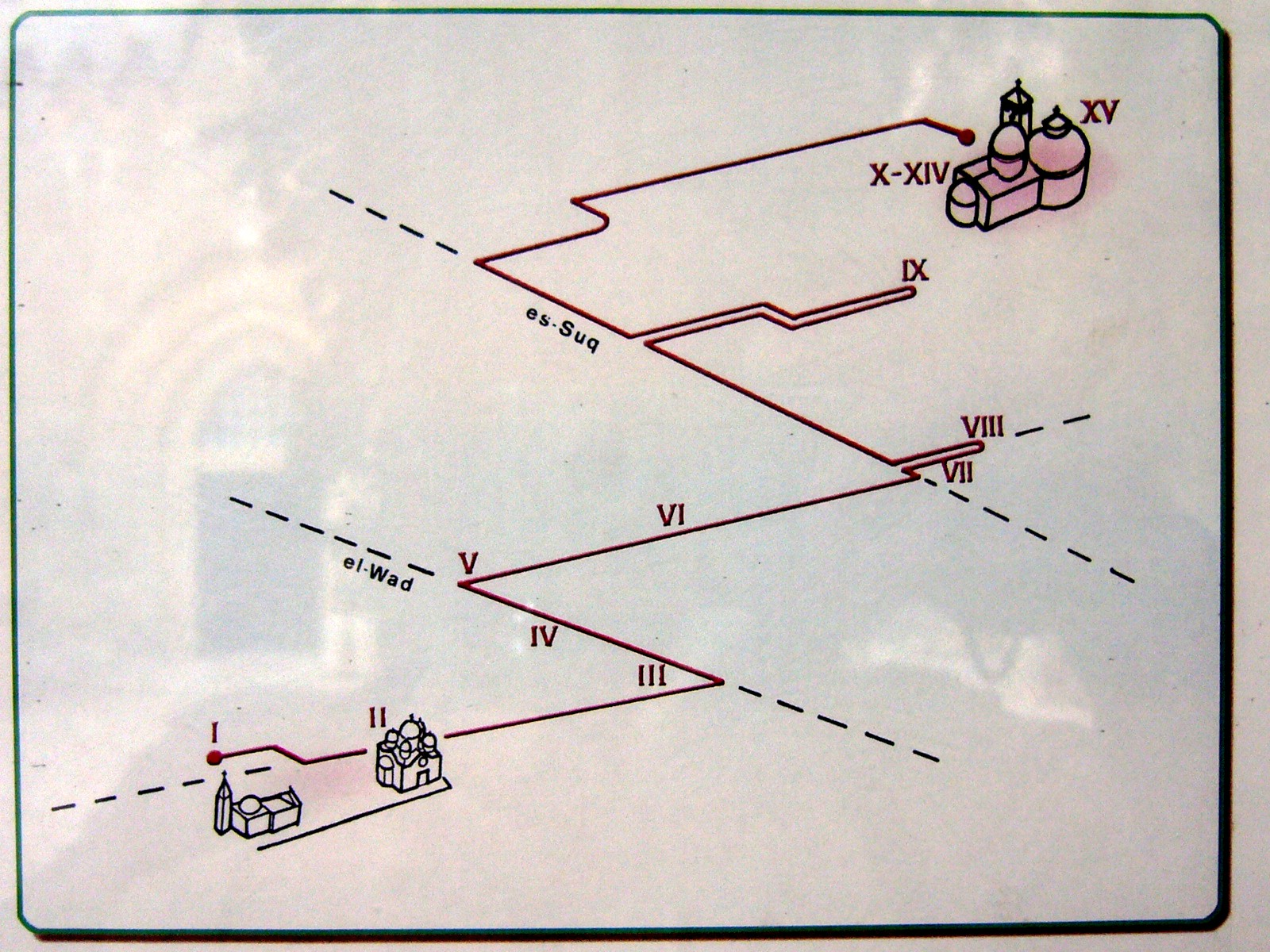
Карта Виа Долороза. Цифрами отмечены остановки Крестного пути

| 13      | Иисуса снимают с креста                       | Камень помазания (в православии) 31°46′42″ с. ш. 35°13′47″ в. д., Латинский престол Скорбящей Божией Матери (в католицизме) в храме Гроба Господня 31°46′42″ с. ш. 35°13′47″ в. д.          |             | Ин. 19:38: После сего Иосиф из Аримафеи — ученик Иисуса, но тайный из страха от Иудеев, — просил Пилата, чтобы снять тело Иисуса; и Пилат позволил. Он пошёл и снял тело Иисуса. См. также Мф. 27:57—59; Мк. 15:42—46; Лк. 23:50—53. |                                                           |
| 14      | Тело Иисуса кладут в гроб.                    | Гроб Господень 31°46′42″ с. ш. 35°13′46″ в. д. |             | Мф. 27:59—61: И, взяв тело, Иосиф обвил его чистою плащаницею и положил его в новом своём гробе, который высек он в скале; и, привалив большой камень к двери гроба, удалился. Была же там Мария Магдалина и другая Мария, которые сидели против гроба. См. также Мк. 15:46, 47; Лк. 23:53—56; Ин. 19:39—42. |                                                           |